# Arcadia, Kalifornien
Arcadia är en stad (city) i Los Angeles County, i delstaten Kalifornien, USA. Enligt United States Census Bureau har staden en folkmängd på 56 769 invånare (2011) och en landarea på 28,3 km².
I staden ligger den välkända galoppbanan Santa Anita Park.